# Alexander Mathisen
Alexander Myhre Moccia Mathisen (Oslo, 24 novembre 1986) è un ex calciatore norvegese, di ruolo attaccante.

## Carriera

### Club
Mathisen crebbe nelle giovanili del Parma. Nel 2003, passò al Vålerenga, per esordire in campionato nel corso della stagione successiva. Infatti, il 29 agosto 2004, debuttò nella vittoria per 2-0 sul Lillestrøm, quando sostituì Daniel Fredheim Holm. Nella stagione seguente, collezionò 4 apparizioni ed il Vålerenga si aggiudicò la vittoria finale in campionato, così Mathisen si guadagnò la prima medaglia della sua carriera. Il 13 agosto 2005, segnò la prima rete in partite ufficiali, nella vittoria per 0-2 in casa dell'Aalesund. Rimase ad Oslo fino alla fine del campionato 2007, quando passò proprio all'Aalesund.
Con la nuova maglia, esordì contro la sua ex-squadra, nella sconfitta in trasferta per 1-0 sul campo del Vålerenga. Il 16 maggio 2009, realizzò la prima marcatura con la nuova maglia, andando a segno nella vittoria per 2-0 dell'Aalesund sul Lyn Oslo.
Il 27 novembre 2010, fu reso noto il suo passaggio al Lierse. Il 31 marzo 2013, svincolato, firmò un contratto annuale con lo Hønefoss. Il 13 gennaio 2014, firmò un biennale con il Vålerenga.

### Nazionale
Nel 2005, è stato convocato dalla Norvegia under 19 per il campionato europeo di categoria. Mathisen ha collezionato anche 12 presenze con la Norvegia under 21, siglando 3 reti.

## Statistiche

### Presenze e reti nei club
Statistiche aggiornate al 25 marzo 2016.
| Stagione         | Club             | Campionato       | Campionato | Campionato | Coppe nazionali | Coppe nazionali | Coppe nazionali | Coppe continentali | Coppe continentali | Coppe continentali | Supercoppe | Supercoppe | Supercoppe | Totale | Totale |
| Stagione         | Club             | Comp             | Pres       | Reti       | Comp            | Pres            | Reti            | Comp               | Pres               | Reti               | Comp       | Pres       | Reti       | Pres   | Reti   |
| ---------------- | ---------------- | ---------------- | ---------- | ---------- | --------------- | --------------- | --------------- | ------------------ | ------------------ | ------------------ | ---------- | ---------- | ---------- | ------ | ------ |
| 2004             | Vålerenga        | ES               | 1          | 0          | CN              | 0               | 0               | -                  | -                  | -                  | -          | -          | -          | 1      | 0      |
| 2005             | Vålerenga        | ES               | 4          | 1          | CN              | 1               | 0               | UCL+CU             | 1                  | 0                  | -          | -          | -          | 6      | 1      |
| 2006             | Vålerenga        | ES               | 10         | 1          | CN              | 2               | 1               | UCL                | 0                  | 0                  | -          | -          | -          | 12     | 2      |
| 2007             | Vålerenga        | ES               | 6          | 0          | CN              | 2               | 2               | CU                 | 2                  | 0                  | -          | -          | -          | 10     | 2      |
| 2008             | Aalesund         | ES               | 18+1       | 0          | CN              | 1               | 0               | -                  | -                  | -                  | -          | -          | -          | 20     | 0      |
| 2009             | Aalesund         | ES               | 22         | 4          | CN              | 4               | 2               | -                  | -                  | -                  | -          | -          | -          | 26     | 6      |
| 2010             | Aalesund         | ES               | 22         | 9          | CN              | 2               | 0               | UEL                | 2                  | 1                  | SN         | 0          | 0          | 26     | 10     |
| Totale Aalesund  | Totale Aalesund  | Totale Aalesund  | 62+1       | 13+0       |                 | 7               | 2               |                    | 2                  | 1                  |            | 0          | 0          | 72     | 16     |
| gen.-giu. 2011   | Lierse           | PL               | 4          | 1          | CB              | 0               | 0               | -                  | -                  | -                  | -          | -          | -          | 4      | 1      |
| 2011-2012        | Lierse           | PL               | 11         | 0          | CB              | 1               | 0               | -                  | -                  | -                  | -          | -          | -          | 12     | 0      |
| Totale Lierse    | Totale Lierse    | Totale Lierse    | 15         | 1          |                 | 1               | 0               |                    | -                  | -                  |            | -          | -          | 16     | 1      |
| 2013             | Hønefoss         | ES               | 20         | 3          | CN              | 0               | 0               | -                  | -                  | -                  | -          | -          | -          | 20     | 3      |
| 2014             | Vålerenga        | ES               | 24         | 1          | CN              | 1               | 0               | -                  | -                  | -                  | -          | -          | -          | 25     | 1      |
| 2015             | Vålerenga        | ES               | 20         | 1          | CN              | 1               | 0               | -                  | -                  | -                  | -          | -          | -          | 21     | 1      |
| Totale Vålerenga | Totale Vålerenga | Totale Vålerenga | 65         | 4          |                 | 7               | 3               |                    | 3                  | 0                  |            | -          | -          | 75     | 7      |
| 2016             | Nordstrand       | 3D               | 0          | 0          | CN              | 1               | 1               | -                  | -                  | -                  | -          | -          | -          | 1      | 1      |
| Totale           | Totale           | Totale           | 162+1      | 21+0       |                 | 16              | 6               |                    | 5                  | 1                  |            | 0          | 0          | 184    | 28     |

## Palmarès
- Campionato norvegese: 1

Vålerenga: 2005
- Coppa di Norvegia: 1

Aalesund: 2009